# Dominante de color
Una dominante de color es un tinte de un color particular, normalmente indeseado, el cual afecta la totalidad o una porción de una imagen fotográfica equitativamente.
Ciertos tipos de luz pueden provocar que cámaras de rollo o digitales tengan una dominante de color. Iluminar un sujeto con fuentes de luz de diferentes temperaturas de color causa normalmente problemas de dominante de color en las sombras. En general, el ojo humano no nota el color antinatural, porque nuestros ojos y cerebros ajustan y compensan para diferentes tipos de luz en una forma en que las cámaras no pueden.
En película fotográfica, una dominante de color también pueden ser causada por problemas en el revelado. Una temporización incorrecta o un desequilibrio en las mezclas químicas pueden causar una indeseada dominante de color.
Las dominantes de color también pueden ocurrir en fotografías antiguas debido a la decoloración de tintes, particularmente bajo la acción de luz ultravioleta. Estas pueden ser corregidas en una versión escaneada de la fotografía con técnicas de edición de imágenes.

## Factores que crean colores dominantes
Uso del color
Si en una composición la mayor parte de esta es de un color concreto, podemos denominarlo como dominante respecto al resto. Por ejemplo si realizamos una fotografía donde solo sale un campo de césped verde con una vaca, el color verde inevitablemente será dominante.
Colores saturados
Los colores saturados destacan sobre el resto. En una rueda cromática son los más alejados del blanco y el negro.
Contraste
Combinar colores que contrasten entre sí, también aumentará el nivel de dominante de color.
Percepción del color
La forma como vemos el color también impacta con la dominancia de este. Los colores de mayor intensidad (aunque sean utilizados reducidamente) también pueden ser dominantes.
Balance de blancos
El hecho de utilizar un balance de blancos no neutro, también puede provocar una dominante de color respecto al resto.
Fotografía analógica
En el caso de la fotografía analógica, las dominantes de color pueden ser causadas por problemas en el revelado. Una temporalización incorrecta o un desequilibrio en las mezclas químicas pueden causar este fenómeno.

## Dominante natural del color
Hay situaciones donde la dominante de color es una característica natural, por ejemplo una puesta de sol donde predominan los rojos naturales y todo es fruto de la iluminación del momento de realizar la fotografía. Las dominantes naturales tienden a ser de colores distintos según el momento del día o las condiciones climáticas.
Las dominantes azules se producen en fotografías realizadas con nubes, a la sombra, en paisajes nevados, a la montaña o en el mar. Las dominantes naranjas o amarillas se producen al amanecer o al atardecer.

## Soluciones

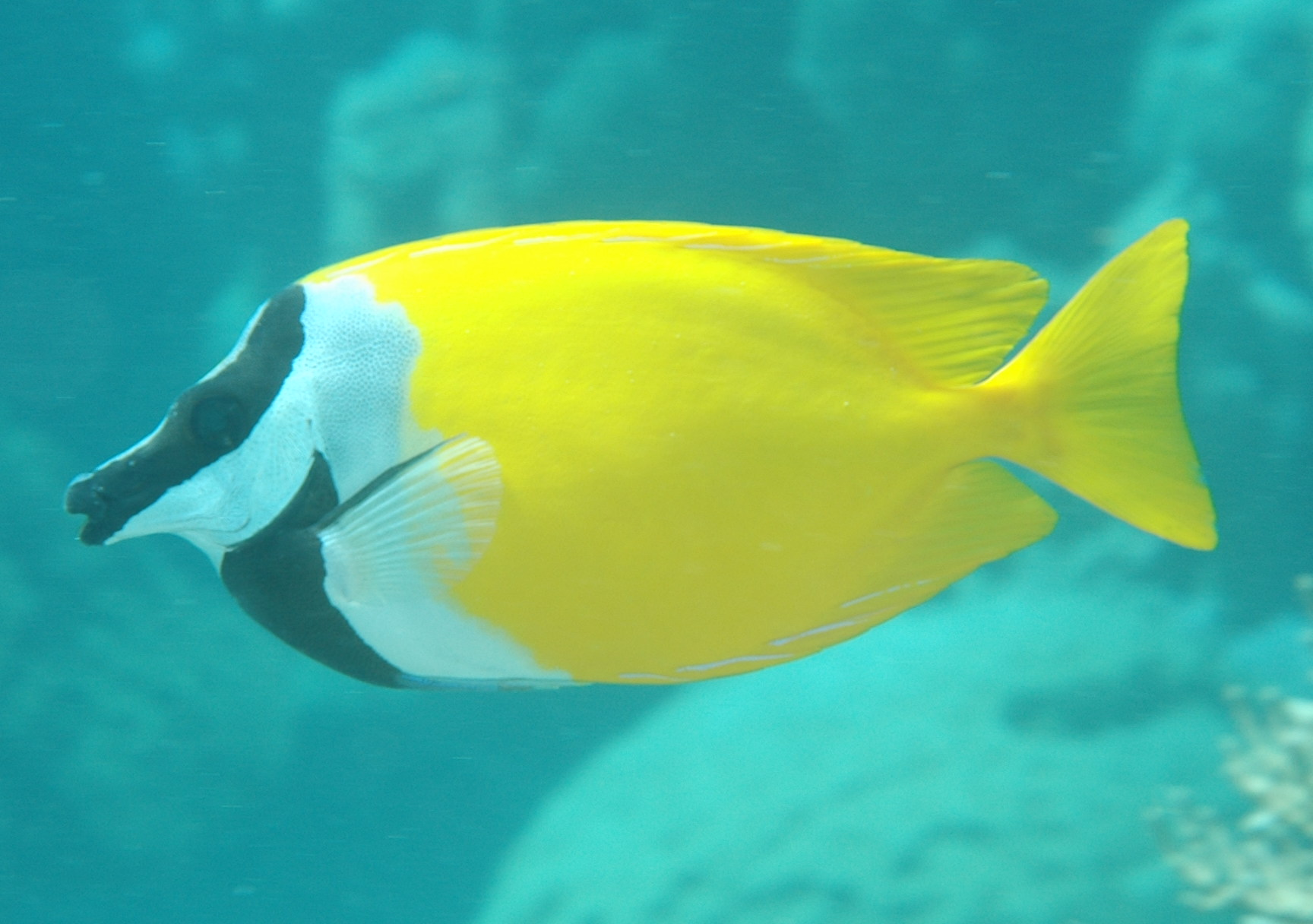
Ejemplo de una foto con una dominante de color uniforme verde debido a una absorción diferencial de luz antes de alcanzar ciertas profundidades en el mar.

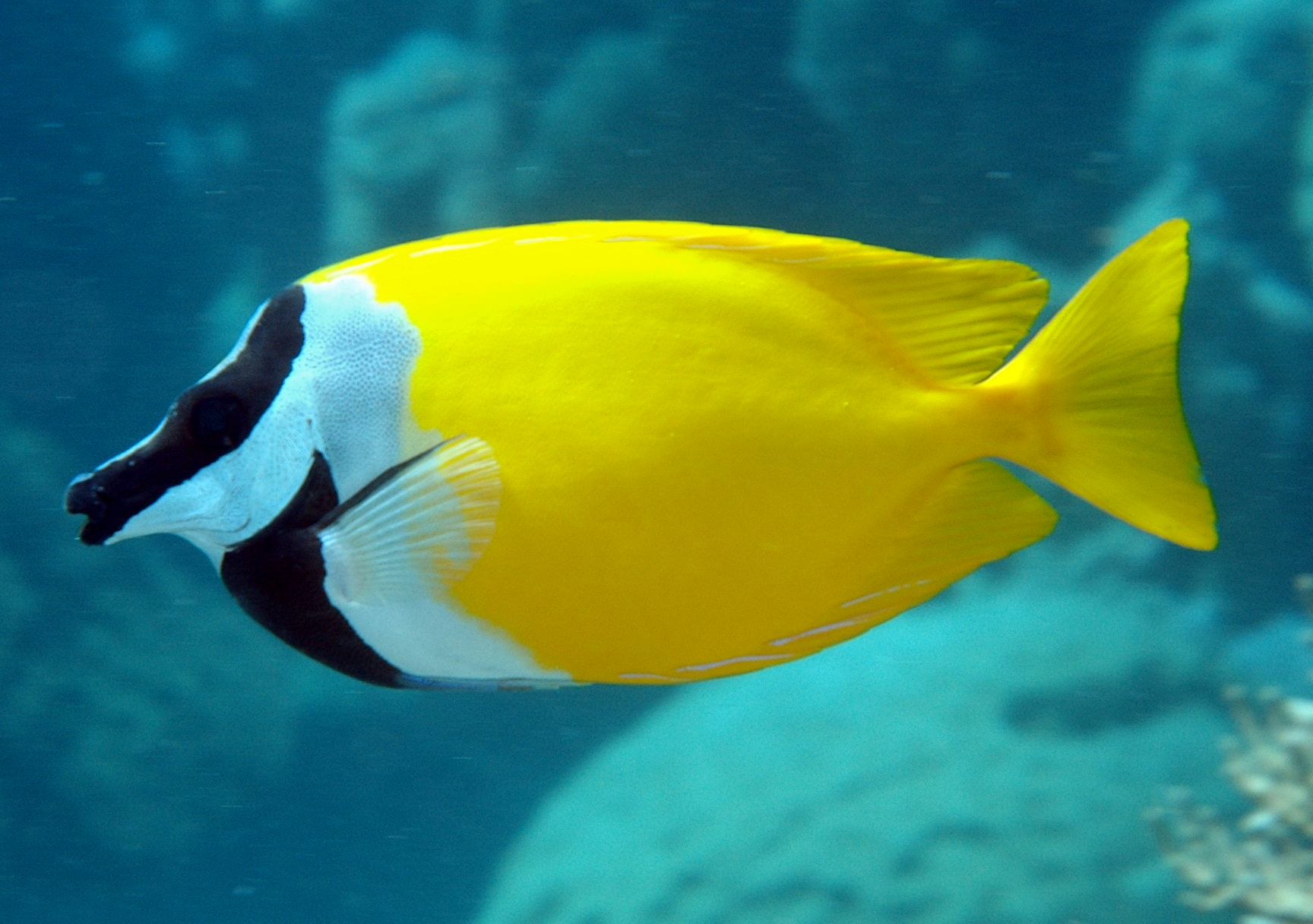
La misma foto con la dominante de color corregida.

La mayoría de cámaras digitales intentan detectar y compensar automáticamente dominantes de color y normalmente ofrecen una selección manual de equilibrio blancos predefinidos para escoger. De otra manera, programas de retoque fotográfico como Photoshop, a menudo incorporan funcionalidad para la corrección de color. Para la película fotográfica se utilizan filtros fotográficos ámbar y azules con el fin de contrarrestar dominantes de color. Los filtros ámbar son utilizados para reducir tonalidades azuladas causadas por la luz de día. Los filtros azules reducen la tonalidad naranja causada por luz incandescente.
Existe una gran variedad de filtros con varios grados de intensidad. Los filtros ámbar de Kodak, por ejemplo, van desde el amarillo más pálido ("81C") hasta el ámbar más profundo ("85B"). Un fotógrafo escoge qué filtro ha de utilizar basado en la calidad de la luz ambiental. Medidores de temperatura de color pueden leer la temperatura de color de las condiciones actuales de iluminación y asistir en la selección del filtro apropiado. Un cielo nublado, por ejemplo, requiere un filtro ámbar más pálido que un cielo azul despejado. Si un filtro no está disponible, el flash fotográfico es una solución alternativa que normalmente proporciona suficiente luz blanca neutra para neutralizar la dominante de color.
En el caso de película fotográfica, si todas las fotografías presentan la misma dominante de color es normalmente un indicativo de un revelado fotográfico incorrecto. Si la película fotográfica en sí misma no contiene dominante de color, puede ser reutilizada para crear otro juego de fotografías en condiciones químicas apropiadas. Si la película contiene una dominante de color, filtros pueden ser utilizados durante el procesamiento a fin de corregirlo.

## Galería

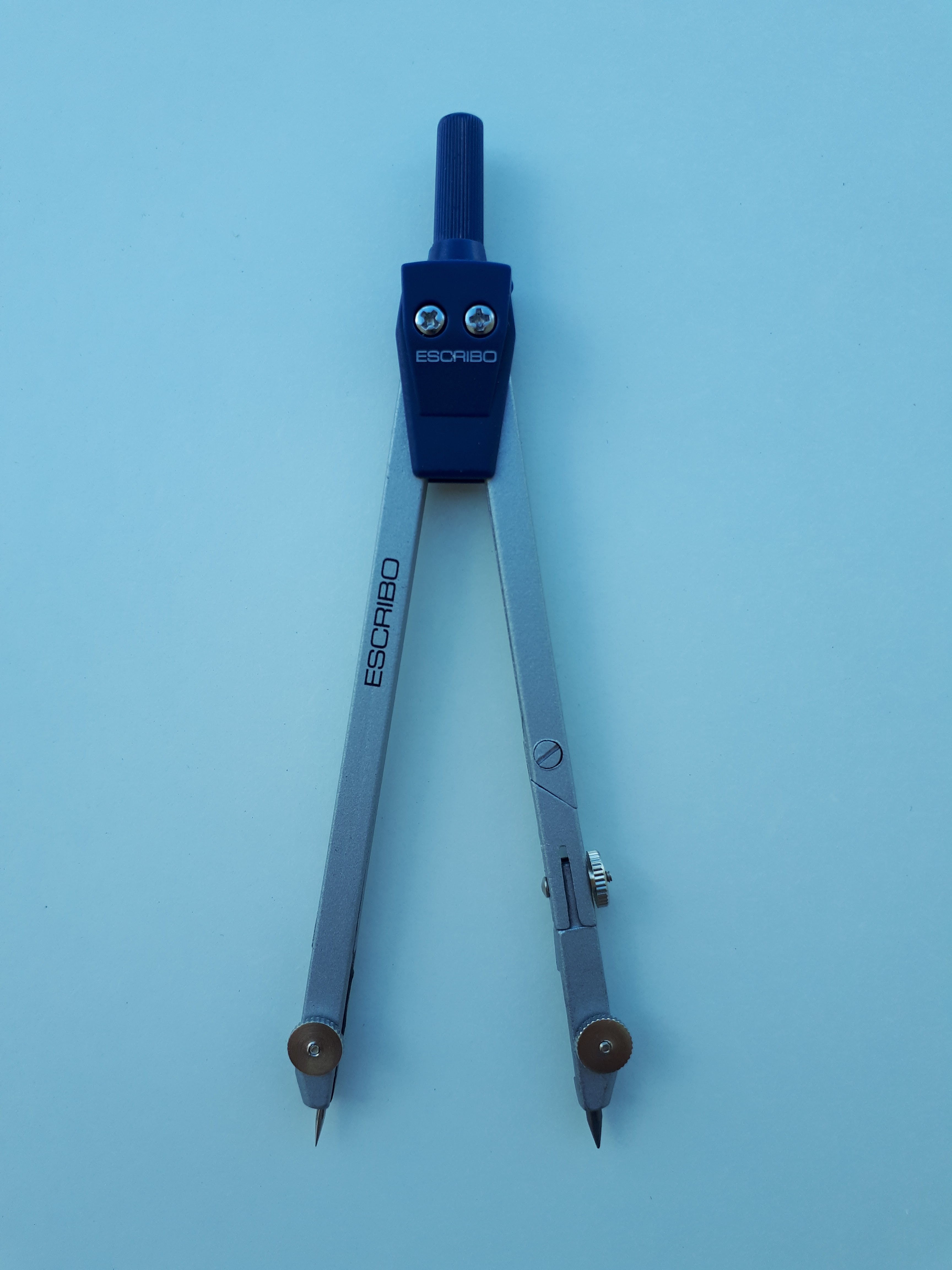
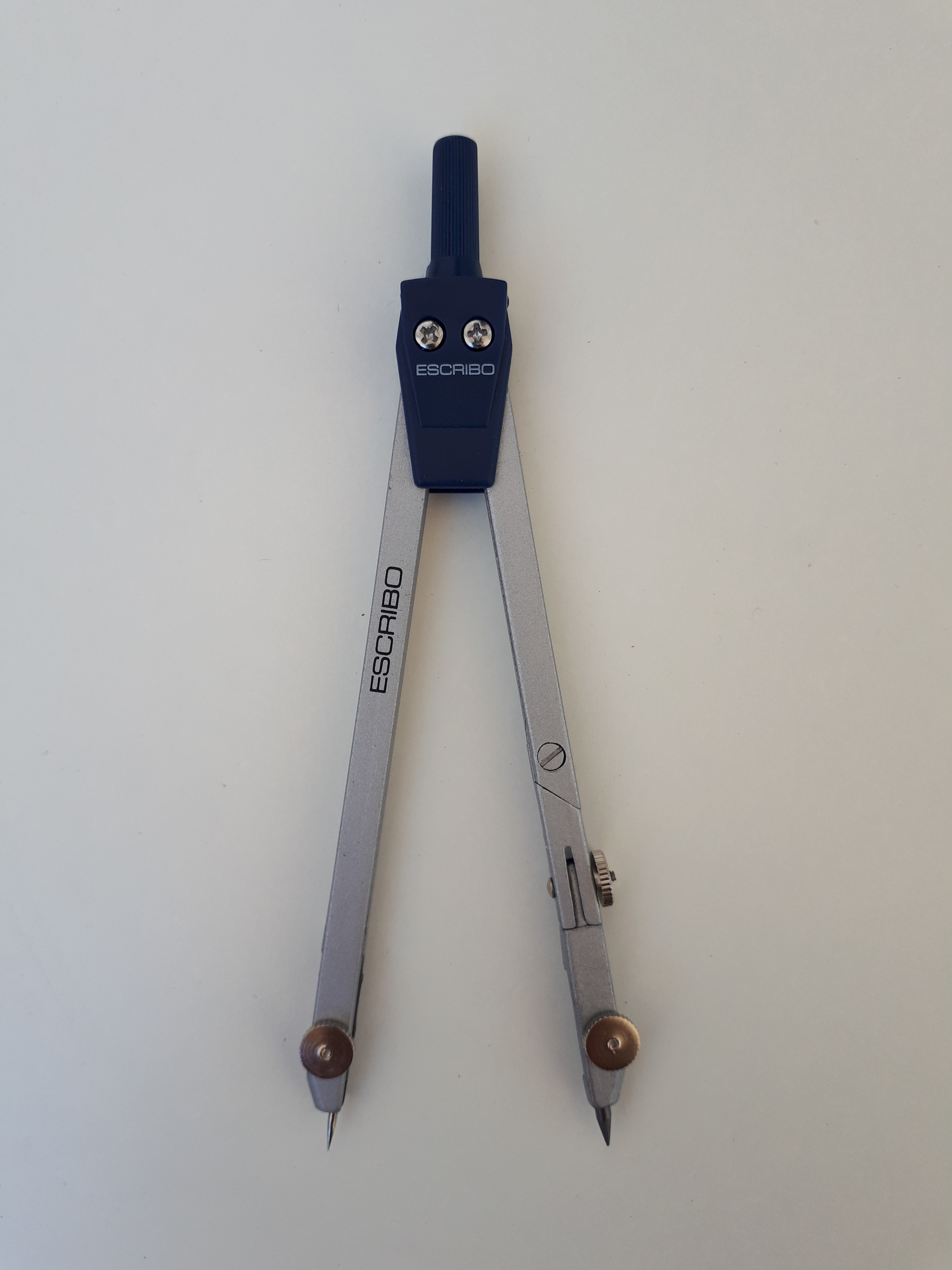
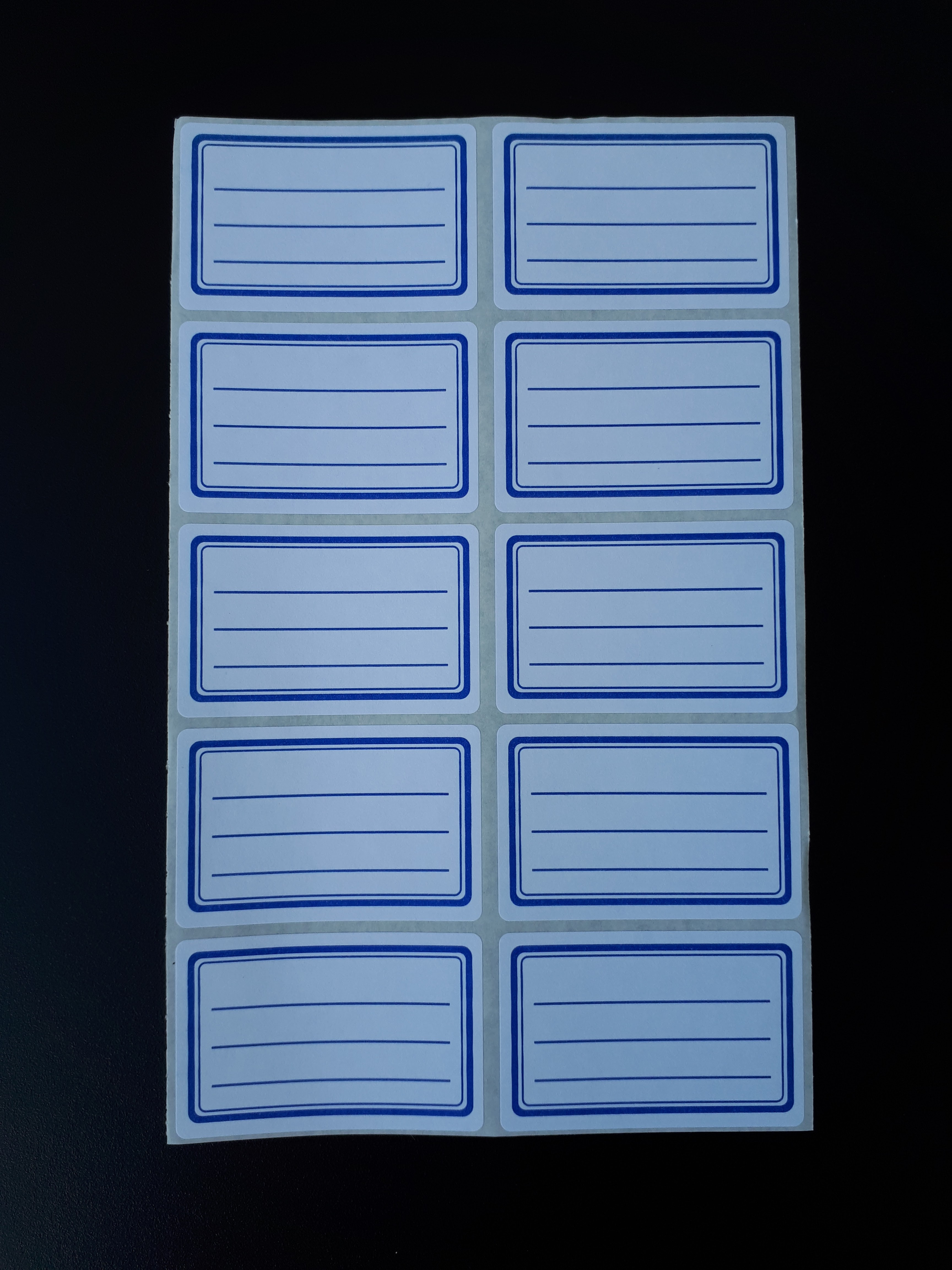
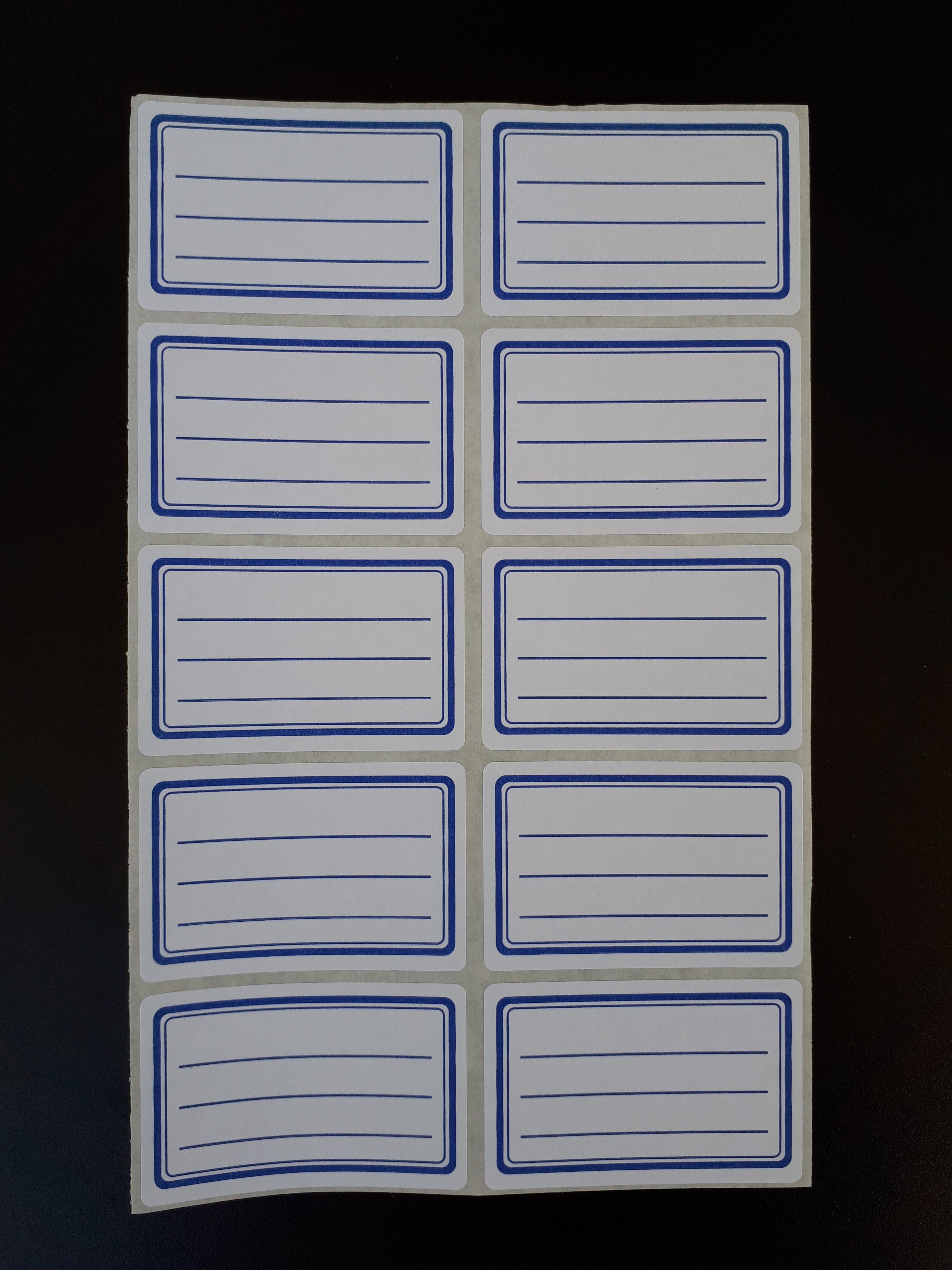
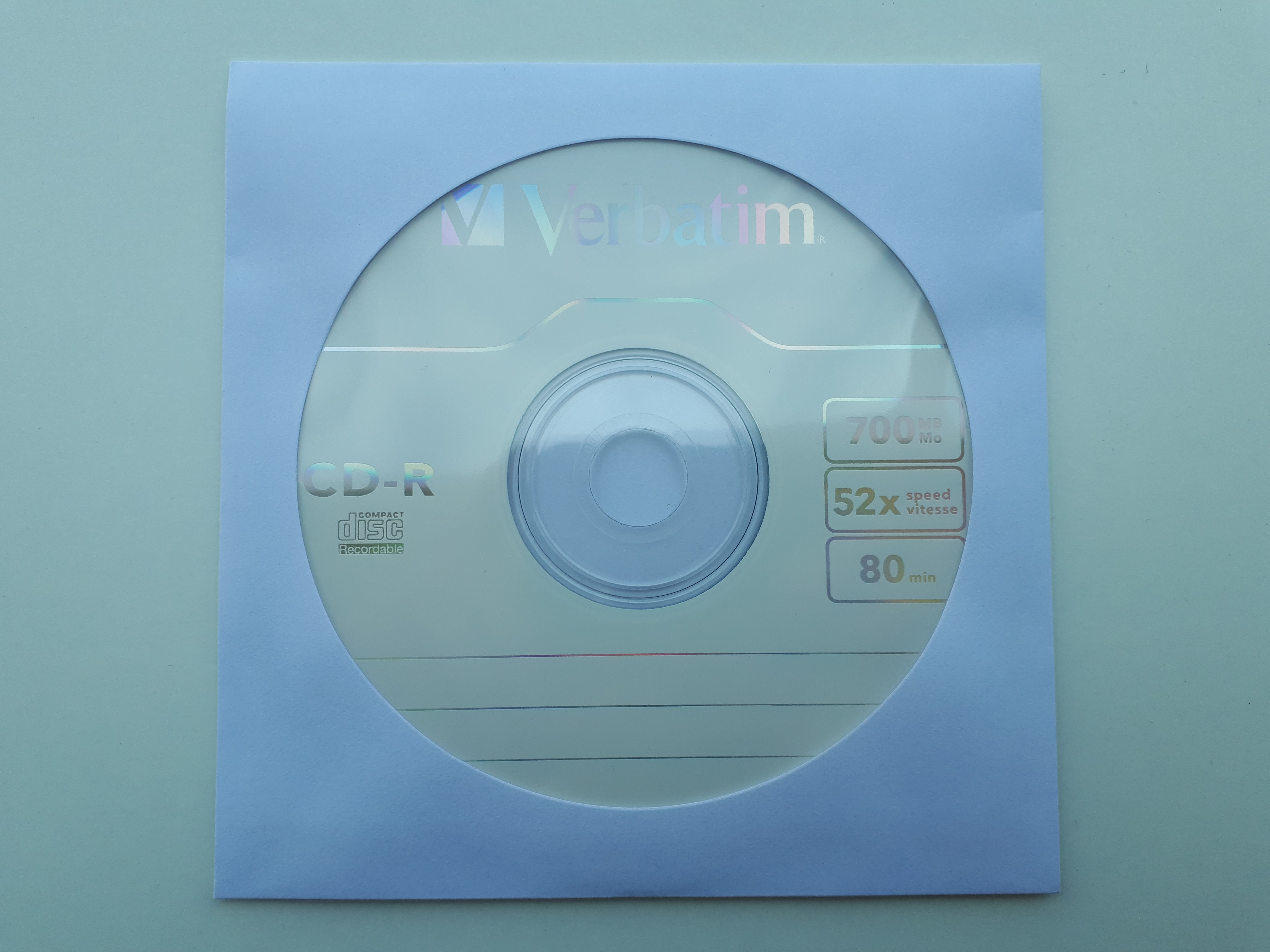
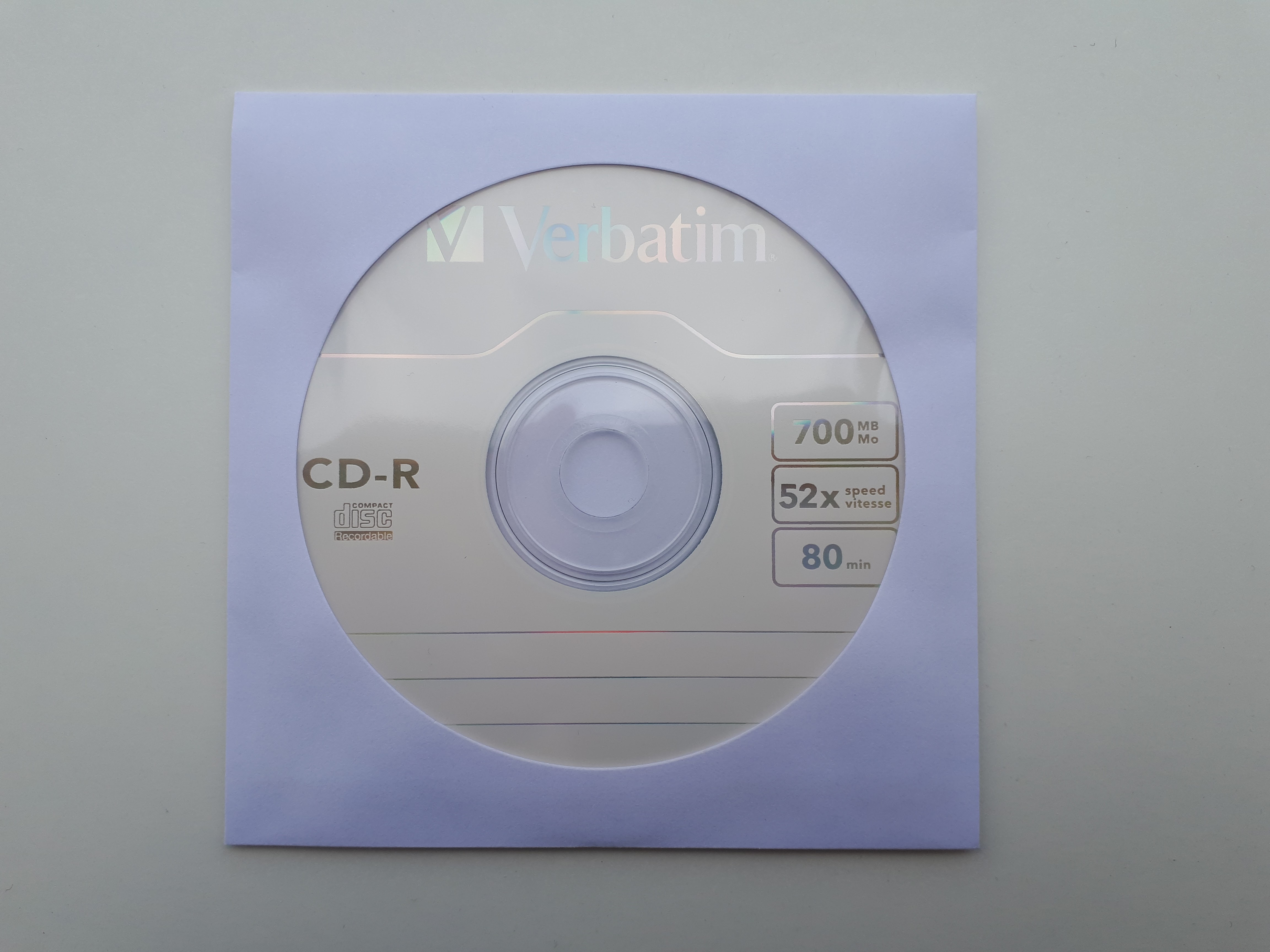
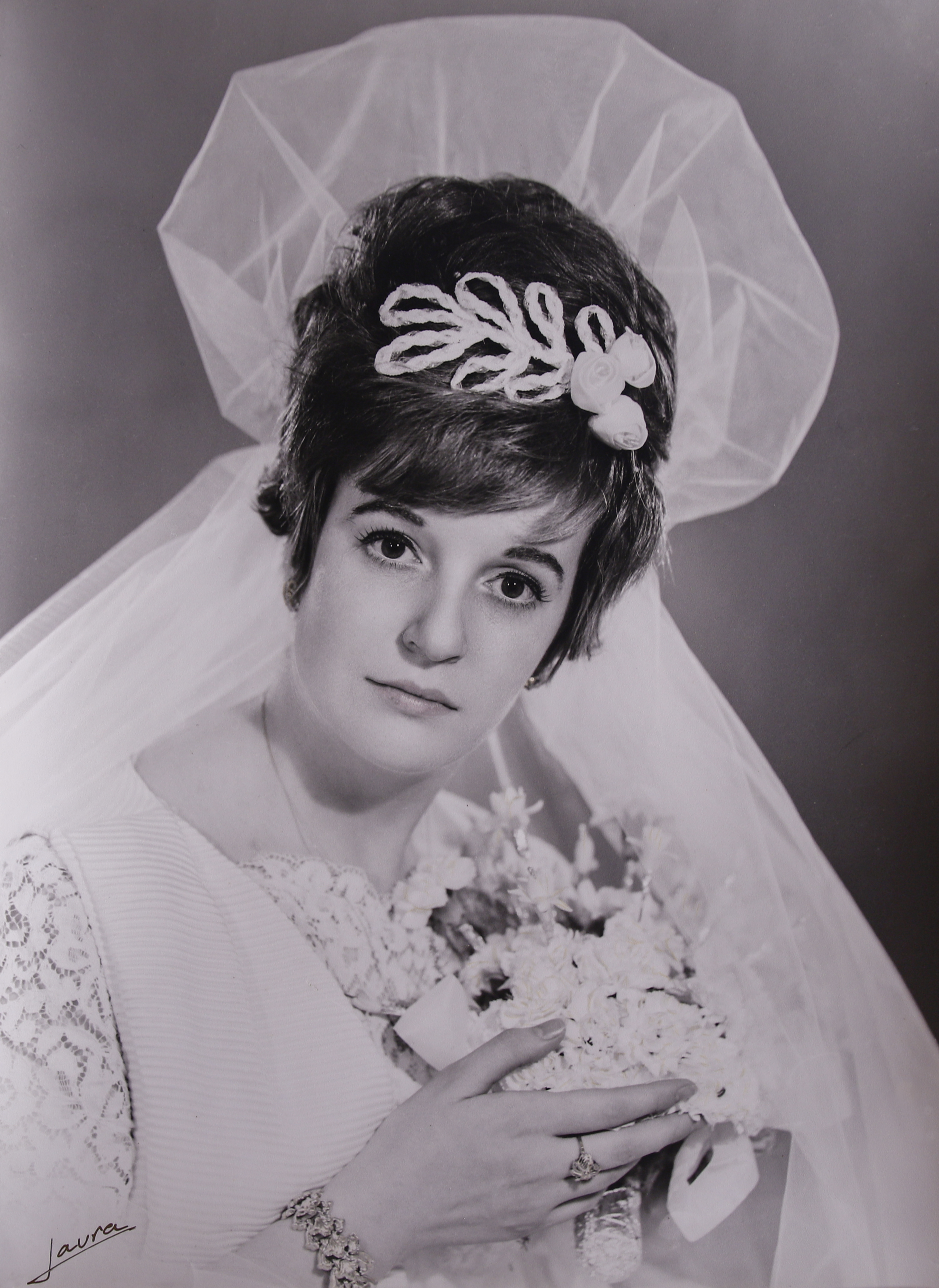
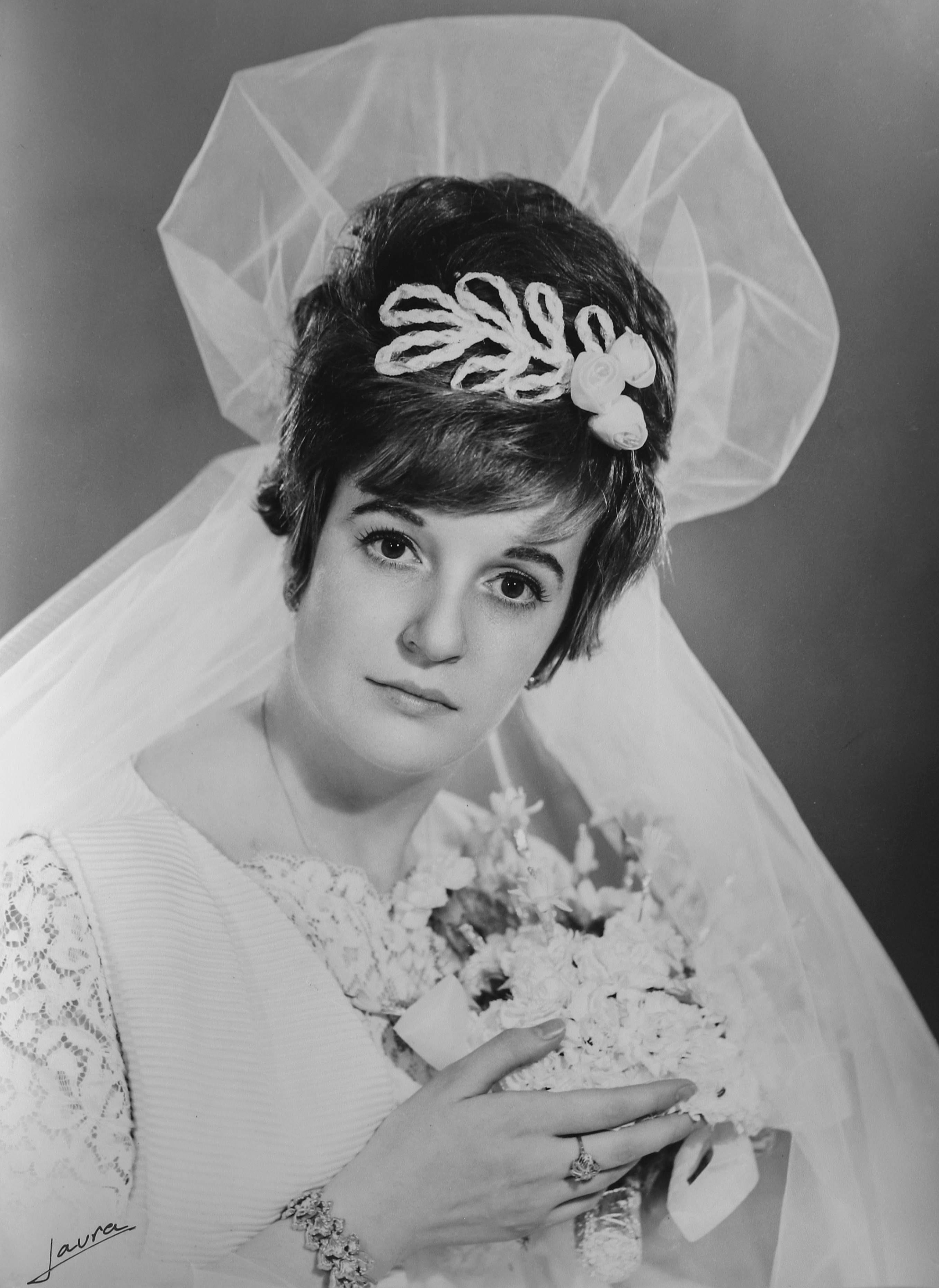